# Sara Corrales
Sara María del Rosario Corrales Castillo (Medellín, Antioquia, Colombia, 27 de diciembre de 1985) es una actriz, modelo y empresaria colombiana. 
Se dio a conocer al participar en la segunda temporada del reality Protagonistas de novela, del Canal RCN, en 2003, donde ocupó el segundo lugar. Es reconocida por su participación en la telenovela Todos quieren con Marilyn como Catalina Osorio, papel que le valió el premio India Catalina a la revelación del año, y en Vecinos, donde interpreta a Jéssica, la cual también le valió una nominación a la villana favorita en los TV y Novelas en 2009. Ha cobrado fama también en la televisión mexicana, gracias a producciones como El señor de los cielos con su personaje de Matilde, Despertar contigo y La doble vida de Estela Carrillo.

## Biografía
En 2007, participó en la telenovela La marca del deseo, donde interpretaba a María Claridad Santibáñez, una de las hijas de Reynaldo Santibáñez que predecía el futuro, Amante del mar y El señor de los cielos.
En 2008, participó en la telenovela colombiana Vecinos haciendo el papel de Jessica, en esta telenovela tuvo un romance pasajero con el actor Robinson Díaz quien se encontraba hasta ese momento casado. En noviembre de 2009 fue invitada al programa La guerra de los sexos en Venezuela, junto a su compañero de trabajo Luis Mesa. Durante la grabación de Vecinos lanzó la versión discotequera de Acaríciame, el éxito que hace 25 años hizo famosa a María Conchita Alonso.
También en 2009, Sara interpretó a Victorina, una joven de clase media, cuya profesión de salvavidas es su razón de ser en la novela Los Victorinos, para lo que tuvo que tomar clases de Primeros Auxilios y natación.
En 2010, hizo el papel de Karla Pérez en El Clon, telenovela realizada por R.T.I para Telemundo.
Actualmente es modelo de ropa interior de la empresa Chamela. En 2013 y 2014 fue llamada por Telemundo para hacer un papel antagónico en la Exitosa serie El señor de los cielos donde interpretó a Matilde Rojas.
Entre 2016 y 2017 participó en las telenovelas mexicanas de Televisa, Despertar contigo y La doble vida de Estela Carrillo.
En julio de 2017 firma con la empresa Televisa un contrato de exclusividad por 5 años tras haber participado en las novelas Despertar contigo y La doble vida de Estela Carrillo.
En 2020 y 2021 participó en la producción Quererlo todo donde dio vida a Sabina Curiel y compartió créditos con Michelle Renaud, Danilo Carrera, Scarlet Gruber.

### Vida personal
El 21 de enero de 2024, inició una relación con el empresario argentino; Damián Pasquini. El 24 de octubre de ese año, anunció su compromiso matrimonial. El 14 de agosto de 2025, se casaron civilmente en Medellín y el 16 de agosto de ese mismo año, religiosamente en Rionegro (Antioquia).

## Filmografía

### Televisión
| Año       | Título                           | Personaje                   |
| --------- | -------------------------------- | --------------------------- |
| 2025      | La jefa                          | Laura Rojas                 |
| 2023      | Está libre                       | Venancia Rodríguez          |
| 2022-2023 | Mi camino es amarte              | Úrsula Hernández            |
| 2022      | Reputación dudosa                | Cindy Reino                 |
| 2022      | El último rey                    | Patricia Rivera             |
| 2020-2021 | Quererlo todo                    | Sabina Curiel               |
| 2019      | Cita a ciegas                    | Ingrid Ortega               |
| 2018      | Descontrol                       | Jennifer Castaño            |
| 2017      | La doble vida de Estela Carrillo | Estela Carrillo / El Dorado |
| 2016-2017 | Vuelve temprano                  | Denisse Loyola / Candy      |
| 2016-2017 | El Capitán                       | Lina Marcela Durán          |
| 2016      | Despertar contigo                | Cindy Reyna Hidalgo         |
| 2016      | Mujeres asesinas                 | Maritza, la manipuladora    |
| 2013-2014 | El señor de los cielos           | Matilde Rojas               |
| 2011-2012 | El secretario                    | Lucila                      |
| 2010-2011 | Ojo por ojo                      | Karina                      |
| 2010      | Decisiones extremas              | Sabrina                     |
| 2010      | El Clon                          | Karla Pérez                 |
| 2009-2010 | Los Victorinos                   | Victorina Fernández         |
| 2008-2009 | Vecinos                          | Jéssica Antonieta Morales   |
| 2008-2009 | Aquí no hay quien viva           | Claudia                     |
| 2007-2008 | La marca del deseo               | María Claridad              |
| 2006-2008 | En los tacones de Eva            | Angélica                    |
| 2006      | Merlina, mujer divina            | Yuri 'Paloma' Paz           |
| 2004-2005 | Todos quieren con Marilyn        | Catalina Osorio             |

## Reality Show
| Año  | Título                    | Papel        | Posición  |
| ---- | ------------------------- | ------------ | --------- |
| 2023 | Me caigo de risa          | Invitada     |           |
| 2023 | Top Chef VIP              | Participante |           |
| 2019 | MasterChef Celebrity      | Participante | Abandona  |
| 2018 | ¡Mira quién baila!        | Participante | 2.° Lugar |
| 2012 | Mundos opuestos           | Presentadora |           |
| 2009 | La guerra de los sexos    | Participante |           |
| 2003 | Protagonistas de novela 2 | Participante | Finalista |

## Cine
| Año  | Título                         | Personaje |
| ---- | ------------------------------ | --------- |
| 2012 | Mi gente linda, mi gente bella | Brenda    |
| 2006 | Cuando rompen las olas         | Enfermera |

## Premios y nominaciones
Premios TVyNovelas
| Año  | Categoría                             | Telenovela o Serie        | Resultado |
| ---- | ------------------------------------- | ------------------------- | --------- |
| 2011 | Mejor Actriz protagónica de Serie     | Los Victorinos            | Nominada  |
| 2011 | Mejor actriz de reparto de telenovela | El Clon                   | Nominada  |
| 2009 | Mejor actriz antagónica               | Vecinos                   | Nominada  |
| 2005 | Mejor revelación                      | Todos quieren con Marilyn | Nominada  |

Premios India Catalina
| Año  | Categoría                         | Telenovela o Serie        | Resultado |
| ---- | --------------------------------- | ------------------------- | --------- |
| 2009 | Mejor Actriz villana o antagónica | Vecinos                   | Nominada  |
| 2005 | Mejor actriz revelación           | Todos quieren con Marilyn | Ganadora  |

Premios Tu Mundo
| Año  | Categoría         | Telenovela o Serie     | Resultado |
| ---- | ----------------- | ---------------------- | --------- |
| 2013 | La mala más buena | El señor de los cielos | Nominada  |

### Otros premios obtenidos
- Premio Orquídea USA a la revelación del año por Todos quieren con Marilyn.
- Premios Sol de Oro a mejor actriz internacional.